# درلیس گونزالس
درلیس گونزالس (انگلیسی: Derlis González؛ زادهٔ ۲۰ مارس ۱۹۹۴) بازیکن فوتبال اهل پاراگوئه است.
از باشگاه‌هایی که در آن بازی کرده‌است می‌توان به باشگاه فوتبال بازل، باشگاه فوتبال بنفیکا، و باشگاه فوتبال دینامو کیف اشاره کرد.
وی همچنین در تیم ملی فوتبال پاراگوئه بازی کرده‌است.